# Charles Arnould
Pour les articles homonymes, voir Arnould.
Jean-Baptiste Joseph Charles Arnould (24 février 1847, à Reims, 41 rue de Talleyrand - 30 mars 1904, 37 rue de Talleyrand) est un négociant en vins de Champagne, conseiller municipal de 1888 à 1892, conseiller général du 4e canton de 1894 à 1900, et maire de Reims du 20 mai 1900 à sa mort.

## Biographie
Il est le fils de Jean-Baptiste Ernest Arnould et de Marie Morizet, il fait ses études au lycée de Reims avant de les poursuivre à celui d'Alger où sa famille se rend en 1858. Il se rend à Paris au lycée Sainte-Barbe où il rencontre Despois et Paul Deschanel et se forge un sentiment anti-empire. Il continue en se rendant à Londres et à Francfort pour parfaire ses contacts et les langues.
Ayant travaillé dans les maisons de champagne Marceaux & compagnie puis Arnould & compagnie, il est parmi les fondateurs du syndicat de commerce des vins de Champagne en 1882 puis secrétaire pendant seize années. Il est engagé volontaire dans L'Armée de la Loire lors de la Guerre de 1870 et finit comme sergent au 75e régiment d'infanterie alors qu'il est réformé.
Il épouse à Paris, en 1900, (Marie Becker en 1863 est inhumé à Birkadem) en Algérie, où il possédait un important domaine viticole. 

### Activités politiques
Il est secrétaire du Comité démocratique en 1871 avant de militer avec les Radicaux à partir de 1877.
Il crée en 1902 la bourse du travail et fonde à Reims une section de la Libre-pensée.
Anticlérical virulent, on lui doit le changement de nom de nombreuses rues à connotation religieuse et le décrochage de la croix du Jard. Il a été condamné pour avoir refusé de prêter serment devant Dieu alors qu'il était sélectionné pour être juré. Il est entré au conseil municipal de Reims en 1888.

## Iconographie

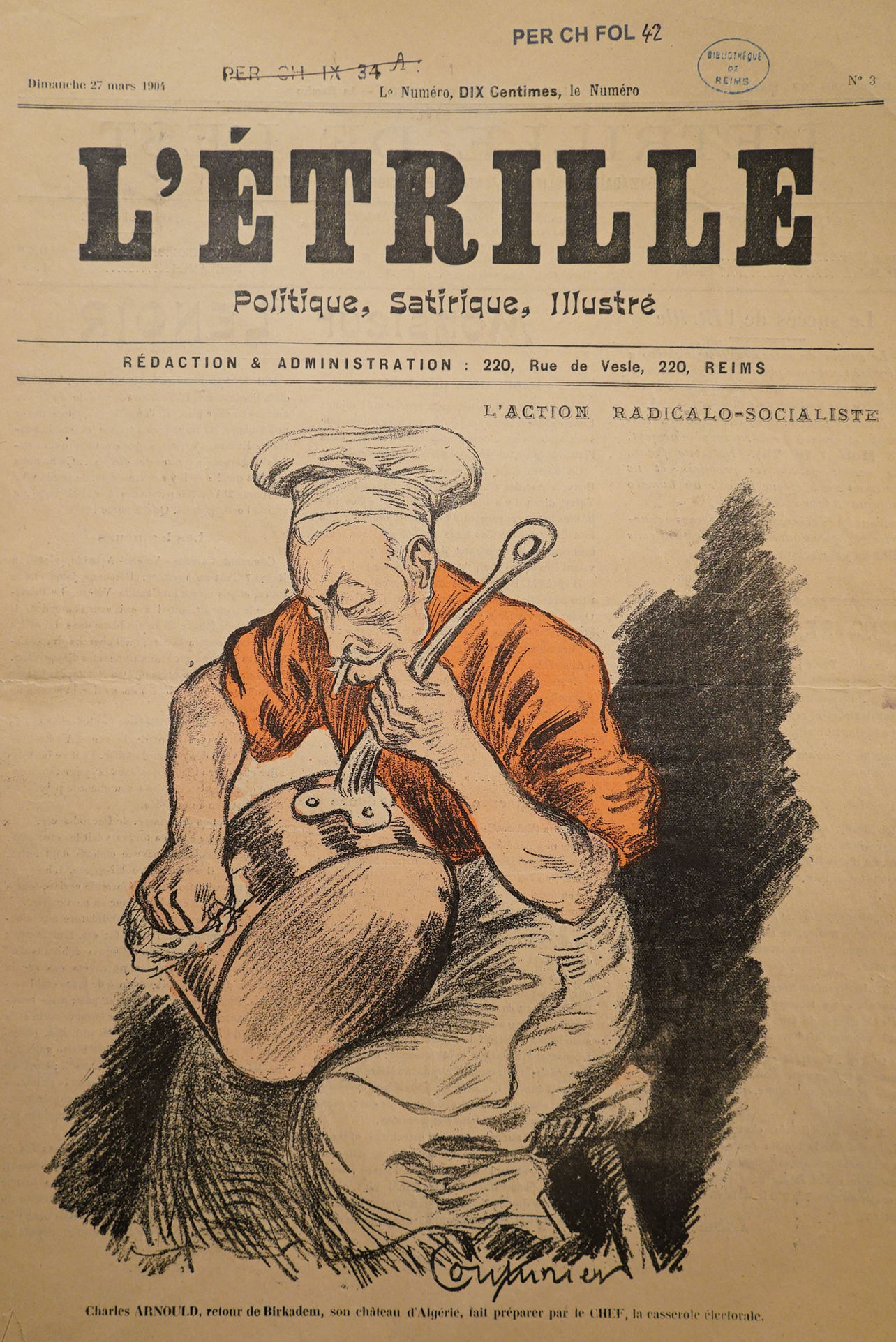
Arnould ayant comme casserole l'Affaire des fiches.
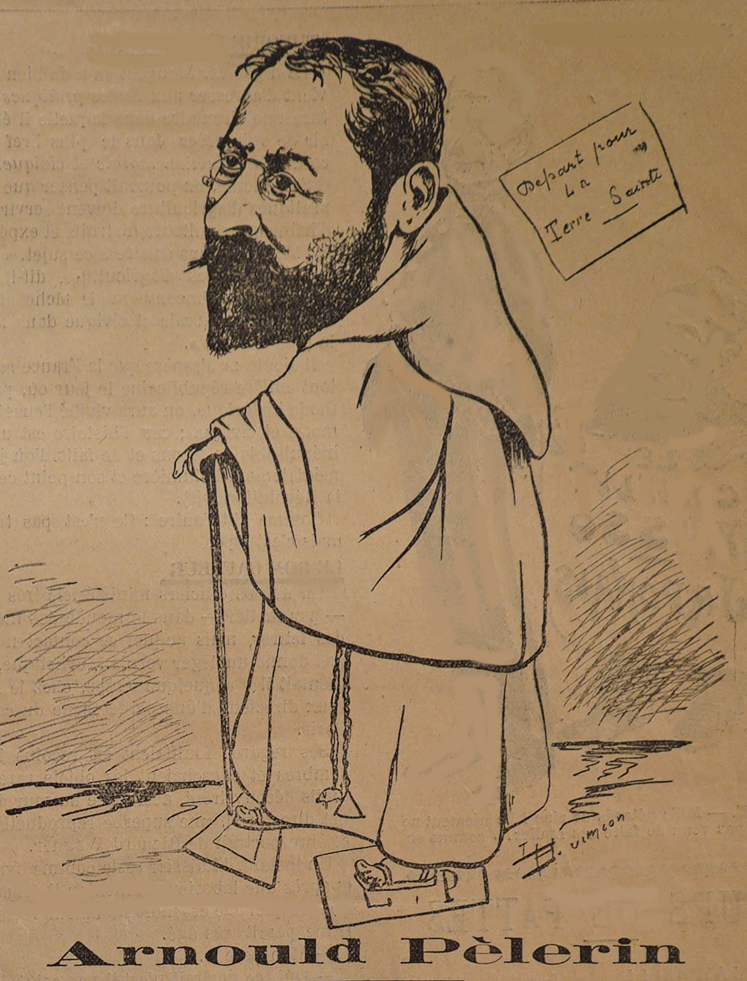
Voyage en Palestine.
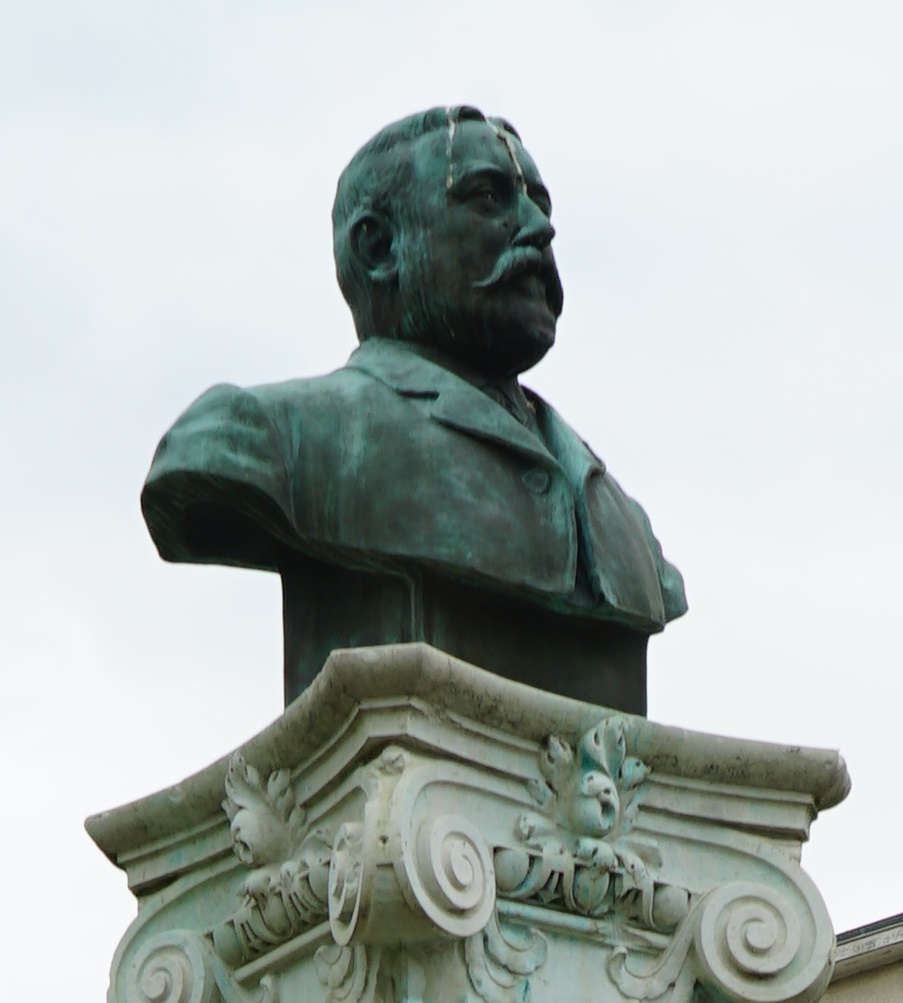
Buste de C. Arnould, dans le boulevard à son nom, à Reims
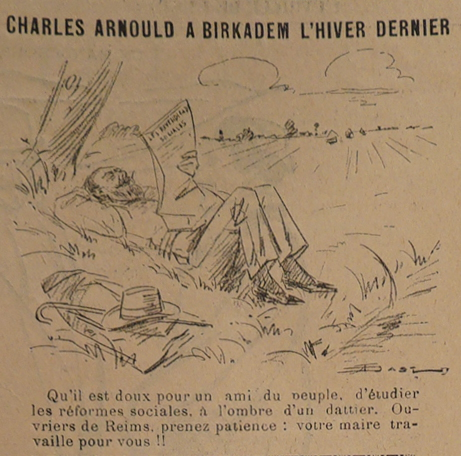
À Birkadem, trois dessins du journal L’Étrille.

## Décorations
- Chevalier de la Légion d'honneur (décret du 19 février 1900)[1]. Il est fait chevalier par Eugène Courmeaux le 12 mai 1900.

## Hommages
Un boulevard de Reims porte son nom.
Une cité-jardin de Reims porte le nom de Charles Arnould.

### Sources et bibliographie
- Dictionnaire biographique comprenant la liste et les biographies des notabilités dans les Lettres, les Sciences et les Arts, dans la Politique… du département de la Marne avec photographies…, Paris, Henri Jouve éditeur imprimeur, 1893.